# Доріс Пісерчіа
Доріс Саммерс (англ. Doris Summers, нар. 11 жовтня 1928, Фермонт, штат Західна Вірджинія — 15 вересня 2021, Гакенсак, штат Нью-Джерсі, США), пізніше Пісерчіа (англ. Doris Piserchia) — американська письменниця-фантастка, колишня військовослужбовиця.

## Біографія
Народилася і виросла у Західній Вірджинії. Служила у ВМС США з 1950 по 1954 рік, а після цього отримала ступінь магістра з педагогічної психології.
Почала публікуватися до 1966 року. Її історії викликають інтерес до іншопланетян і її шанувальники називають «темно комічними». Вона також зацікавила тих, хто займається феміністською науковою фантастикою.
Вона не публікувала жодної роботи з 1983 року, незадовго до того, як її доросла дочка несподівано померла, залишивши її разом з трирічною онукою.